# Емо Корт
53°06′26″ пн. ш. 7°11′49″ зх. д. / 53.107178° пн. ш. 7.197064° зх. д.

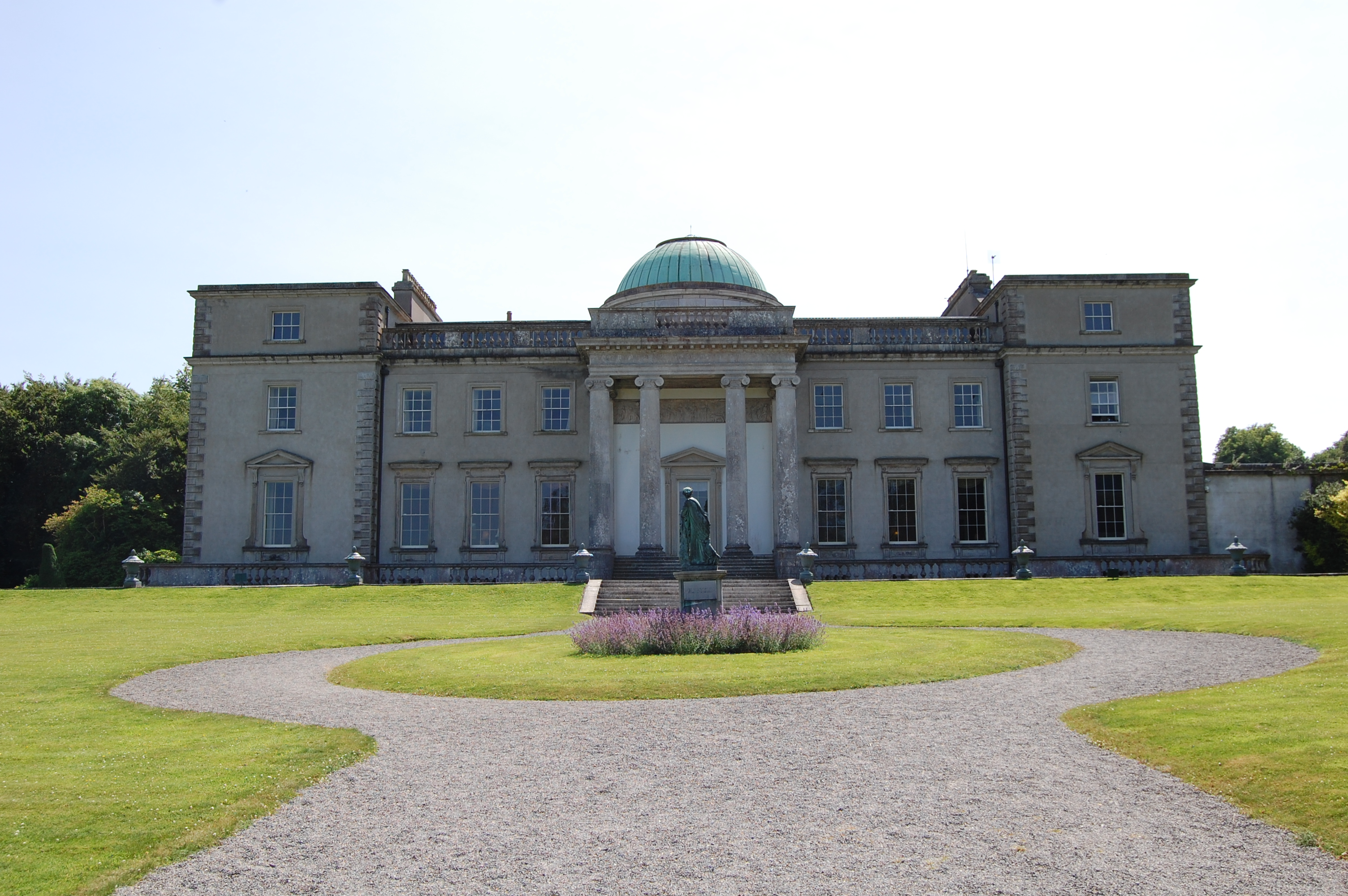
Emo Court, північний схил

Емо Корт (Подвір'я Емо; англ. Emo Court) розташований поблизу села Емо в графстві Ліїш, Ірландія і є великим неокласичним особняком. Архітектурними особливостями будівлі є стулки вікон, павільйони, балюстрада, чотирисхилий дах, великий купол.
Його спроектував архітектор Джеймс Ґендон у 1790 році для Джона Доусона, першого графа Портарлінгтона. Це один із небагатьох будинків, спроектованих Ґендоном. Інші будівлі Ґендона включають Custom House і Kings Inns у Дубліні.
Хоча будівництво розпочалося в 1790-х роках, перший граф помер у 1798 році, і роботи не були завершені до правління третього графа Портарлінгтона в 1860-х роках. Перейшовши через кількох власників наприкінці дев'ятнадцятого та на початку двадцятого століть, будинок і сади були прийняті у власність ірландської держави в 1990-х роках. Тепер садиба відкрита для відвідувачів.

## Історія

### Будівництво ХVІІІ-ХІХ ст

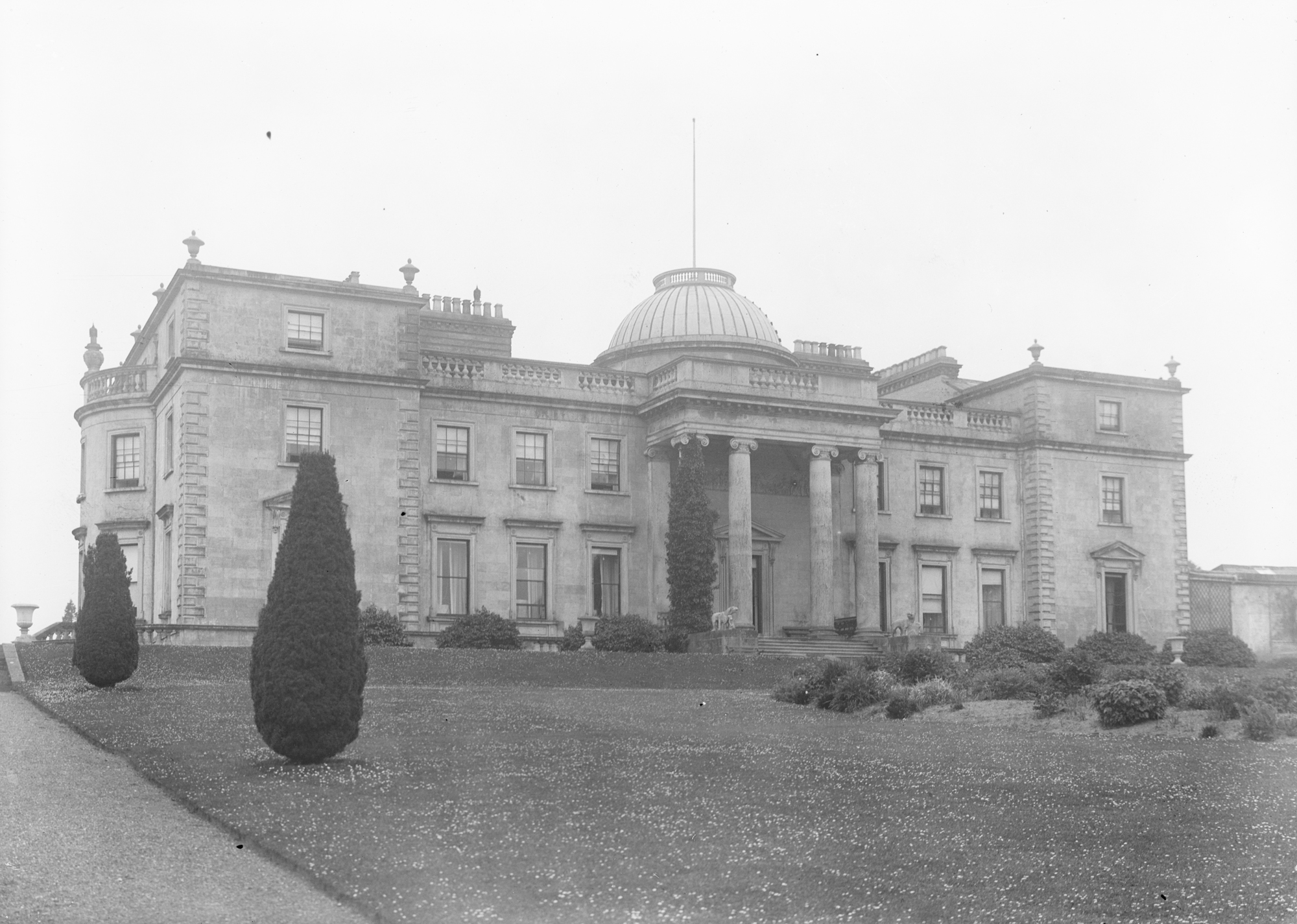
Емо парк
(приблизно 1900—1920)

Коли перший граф Портарлінгтон (Джон Доусон, 1744—1798) помер у 1798 році, його новий будинок будувався, але був далекий від завершення. Другий граф, також Джон, найняв нових архітекторів, щоб продовжити роботу. Будівля стала придатною для проживання ще за його життя.
Після його смерті через 47 років головна будівля все ще була незавершеною, а після Великого голоду (1845—1852) майже була продана. До 1860-х років третьому графу Генрі Доусону-Дамеру вдалося привести Емо Корт до стану, який дуже нагадує той, який існує сьогодні. Деякі елементи базової конструкції відповідають оригінальним планам Джеймса Ґендона. Однак, хоча Ґендон брав участь у перші двадцять років його будівництва, враховуючи, як довго будівля була в розробці, трохи більше, ніж його ім'я, можна пов'язати з будинком, який нарешті виник. 
У період між 1884 і 1902 роками лондонська фірма Merryweather &amp; Sons встановила систему водопостачання в Емо. Призначений для побутових потреб і потенційного пожежогасіння, ілюстрація механізмів із залученням насоса «Hatfield» з'явилася в рекламі Merryweather. У цьому ж проекті Merryweather встановив систему безпечного електричного освітлення.

### Занепад початку ХХ століття
Емо Корт був у розквіті в останні сорок років дев'ятнадцятого століття. Однак після початку Першої світової війни в 1914 році, а через два роки — Великоднього повстання та подальшої війни за незалежність, графи Портарлінгтони, як і багато протестантів і більшість англо-ірландського дворянства та джентрі, залишили те, що стане Ірландська вільна держава назавжди, і будинок був закритий. У 1920 році маєток, який простягався майже на 20 квадратних миль (52 км2) , було продано Ірландській земельній комісії . Будинок залишився незайнятим, а більшу частину землі роздали місцевим селянам. 

### Єзуїти в Емо
У 1930 році будинок придбали єзуїти, причому будинок і 280 акрів придбали за 2000 фунтів.
Акти були підписані 19 лютого 1930 року, і Emo Court став відомий як St Mary's, Emo. Будинок було відкрито як Новиціат Ірландської провінції 4 серпня 1930 року, і послушників було переведено з Коледжу Св. Станіслава, Талламор . Того року було 52 послушників. Одним із перших священиків-єзуїтів, які жили там, був відомий фотограф отець Френсіс Браун . Будучи землевласниками, єзуїти перетворили землю на продуктивну ферму та фруктовий сад, а частину їх використовували для ігор. Деякі серйозні зміни були зроблені в інтер'єрі, щоб забезпечити каплицю та актову кімнату.
У 1960-х роках стало очевидним, що St Mary's, Emo був надто ізольованим для більш сучасних уявлень про підготовку новачків для роботи з Товариством. Наприкінці 1960-х років кількість послушників зменшилася, так що в останні роки в St Mary's Emo залишилося 15 послушників. Це означало, що було дорого управляти будинком для такої невеликої кількості чоловіків, навіть якщо відвідувачі приїжджали погостювати з різних причин. Понад 500 молодих людей почали своє життя як єзуїти в Емо. У вересні 1969 року єзуїти перейшли з Емо в Манреса-хаус, Доллімаунт, Північний Дублін .

### Від майора Чолмелі Гаррісона до сучасності
Нова сторінка для Емо Корту розпочалася у 1969 році коли Єзуїти продали нерухомість майору Чолмелі Гаррісону . Чолмелі Гаррісон доручив лондонському архітектору серу Альберту Річардсону, провідному авторитету в георгіанській архітектурі, взятися за реставрацію будинку.
Хоча будинок залишався приватною резиденцією, громадськість заохочувалась насолоджуватися садами щонеділі за плату.
Останній етап розпочався в 1994 році, коли Чолмелі Гаррісон подарував Emo Court президенту Ірландії Мері Робінсон, яка отримала його від імені народу Ірландії. Чолмелі Гаррісон продовжував жити там у приватних квартирах до своєї смерті, коли йому виповнилося 99 років у липні 2008 року . Співробітники Управління громадських робіт (OPW) зараз доглядають за маєтком.

## Будинок і сади

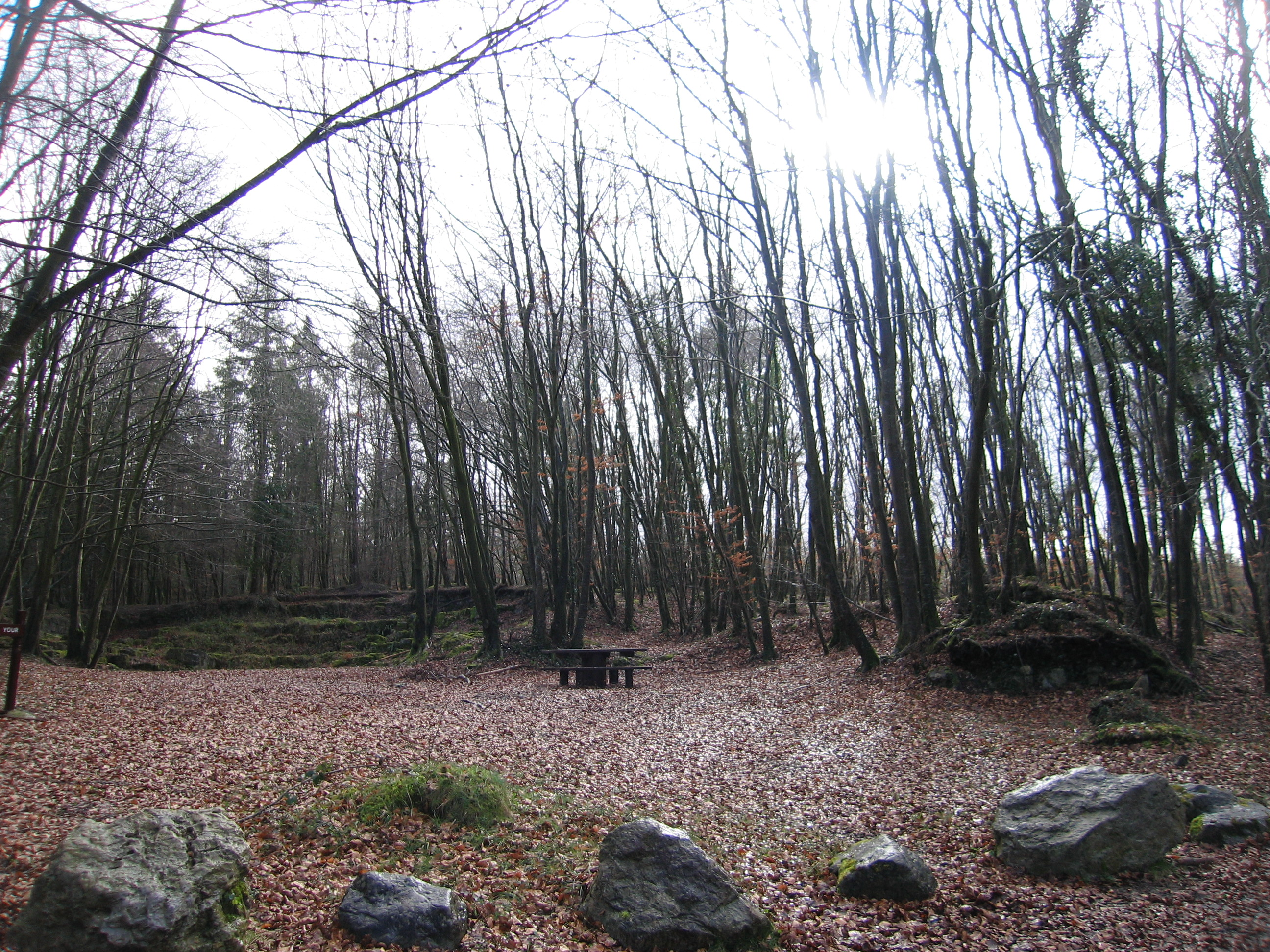
Дерева бука в Emo Court

Під'їзд до Emo Court здійснюється через шлюз і вздовж під'їзної дороги, яка деяку відстань пролягає крізь буковий ліс, а потім виходить на алею, обсаджену гігантськими секвойями . Ці великі дерева вперше були представлені в 1853 році і названі Веллінгтоніями на честь Артура Уеллслі, 1-го герцога Веллінгтонського, який помер попереднього року. Збоку від будинку є автостоянка для відвідувачів. Ліворуч розташовані каретні будинки та кімнати для прислуги, праворуч дорослі дерева, а в центрі вхідний фасад, над яким домінує фронтон, що підтримується чотирма іонічними стовпами. Герб графа заповнює фронтон, а ліворуч і праворуч розташовані фризи вісімнадцятого століття, що зображують сільське господарство та мистецтво. 
Всередині будинку восьмикутний передпокій має двері в кожному з чотирьох кутів. Два з них дійсно є входами в інші кімнати. Інші, щоб дати збалансований ефект. Більший дверний отвір веде до ротонди (натхненної Пантеоном), ключової особливості особняка, а також шляху до двох головних кімнат і виходу в сад. Завершений близько 1860 року дублінським архітектором Вільямом Колдбеком, він має два поверхи, увінчаний куполом, який простягається над лінією даху решти будинку. Пілястри з сієнського мармуру підтримують вишукану стелю.

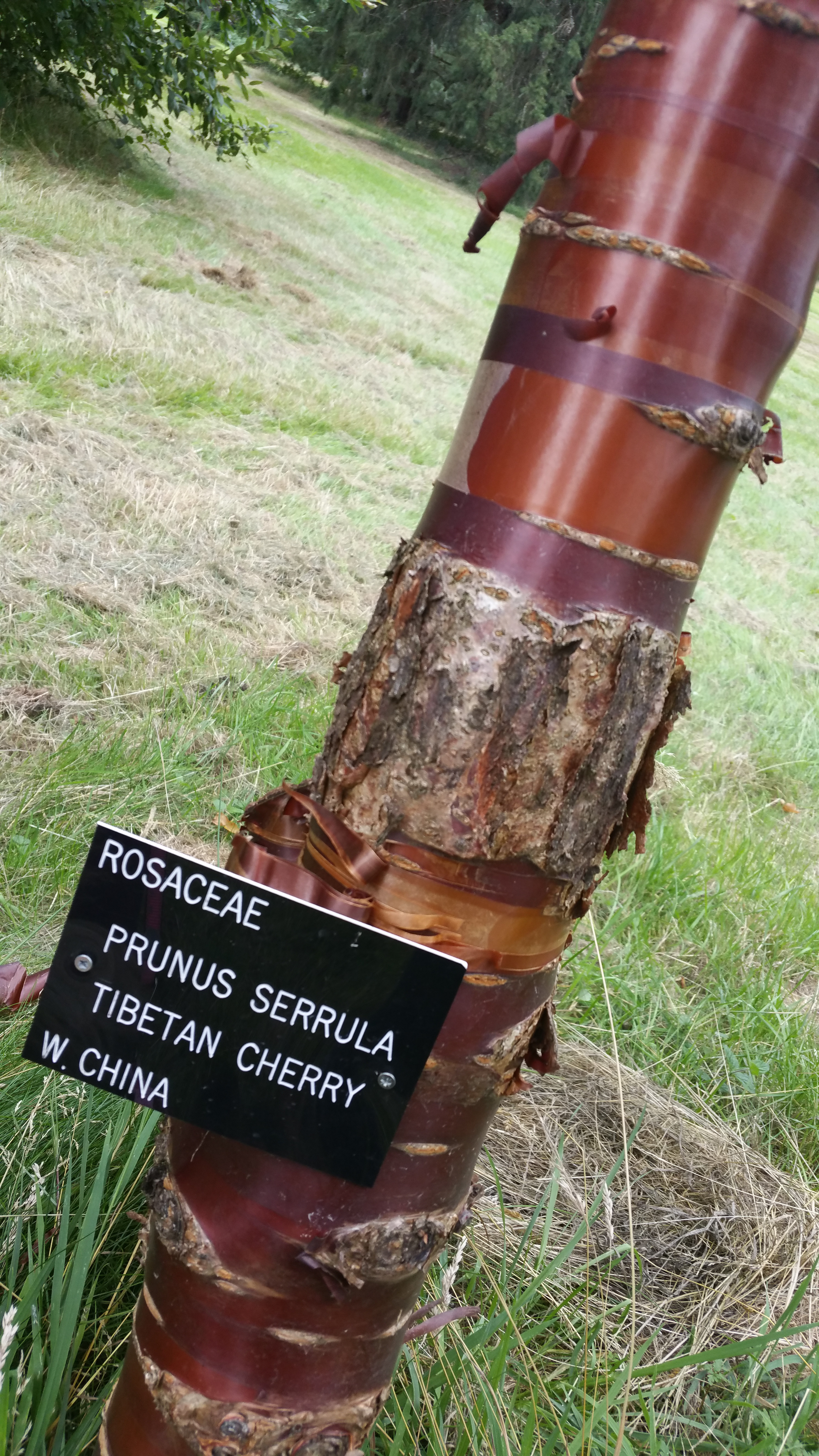
Крупний план тибетської вишні в садах Емо-Корт

Сади в Емо — це 35 гектарів ландшафтних територій з офіційними зонами, лісовими доріжками, статуями та озером площею 20 акрів — особливістю неокласичного ландшафтного дизайну. Багато з оригінальних статуй було знайдено у водах озера, і є підозра, що вони потрапили туди під час проживання єзуїтів у власності, які хотіли приховати язичницьку наготу фігур, де вони збереглися до їх остаточного відкриття та відновлення.  Сади поділені на дві основні зони. Clucker, який містить деякі рідкісні зразки дерев і галявин азалій, рододендронів, камелій та інших чагарників . Grapery — це дендропарк, який в'ється низкою доріжок, кілька з яких відкриваються до навколишніх гір Слів-Блум або до будинку.